# Circles (album Maca Millera)
Circles – szósty studyjny album amerykańskiego piosenkarza Maca Millera. Wydawnictwo ukazało się 17 stycznia 2020 roku nakładem wytwórni muzycznej Warner Records. W momencie śmierci, 7 września 2018 roku, Miller był bardzo zaangażowany w proces nagrywania kolejnego albumu, który miał być albumem towarzyszącym poprzedniemu krążkowi pt. Swimming z dwoma różnymi stylami, które się dopełniają, uzupełniając krąg. Płyty Swimming oraz Circles miały być pierwszymi dwiema częściami trylogii albumów, podczas gdy ostatni krążek byłby płytą wyłącznie hip-hopową. Album zadebiutował na trzecim miejscu notowania Billboard 200 w Stanach Zjednoczonych.

## Lista utworów
| Edycja standardowa | Edycja standardowa | Edycja standardowa                                      | Edycja standardowa      | Edycja standardowa |
| Nr                 | Tytuł utworu       | Autorzy                                                 | Produkcja               | Długość            |
| ------------------ | ------------------ | ------------------------------------------------------- | ----------------------- | ------------------ |
| 1.                 | „Circles”          | Malcolm McCormick                                       | Mac Miller, Jon Brion   | 2:50               |
| 2.                 | „Complicated”      | McCormick, Brion                                        | Mac Miller, Brion       | 3:52               |
| 3.                 | „Blue World”       | McCormick, Guy Lawrence, George Forrest, Robert Wright  | Lawrence, Brion         | 3:29               |
| 4.                 | „Good News”        | McCormick, Brion                                        | Mac Miller, Brion       | 5:42               |
| 5.                 | „I Can See”        | McCormick, Robert Taylor                                | Brion, Shea Taylor      | 3:40               |
| 6.                 | „Everybody”        | Arthur Lee                                              | Mac Miller, Brion       | 4:16               |
| 7.                 | „Woods”            | McCormick, Brion, Eric Dan, David Ruoff, Eli Klughammer | Dan, David x Eli, Brion | 4:46               |
| 8.                 | „Hand Me Downs”    | McCormick, Baro Sarka, G. Stevenson                     | Mac Miller, Brion       | 4:58               |
| 9.                 | „That's on Me”     | McCormick                                               | Mac Miller, Brion       | 3:37               |
| 10.                | „Hands”            | McCormick, Brion                                        | Mac Miller, Brion       | 3:19               |
| 11.                | „Surf”             | McCormick, Brion                                        | Mac Miller, Brion       | 5:30               |
| 12.                | „Once a Day”       | McCormick                                               | Mac Miller, Brion       | 2:40               |
|                    |                    |                                                         |                         | 48:39              |